# Coazze
Coazze (piemontesisch Coasse, frankoprovenzalisch Couvase, französisch Couasse) ist eine Gemeinde in der italienischen Metropolitanstadt Turin (TO), Region Piemont.

## Lage und Einwohner
Coazze liegt rund 40 km östlich von Turin im Quellgebiet der Sangone. Das Gemeindegebiet umfasst eine Fläche von 56 km² und hat 3265 Einwohner (Stand 31. Dezember 2023). 
Die Nachbargemeinden sind San Giorio di Susa, Villar Focchiardo, Vaie, Sant’Antonino di Susa, Chiusa di San Michele, Valgioie, Giaveno, Roure und Perosa Argentina.

## Geschichte

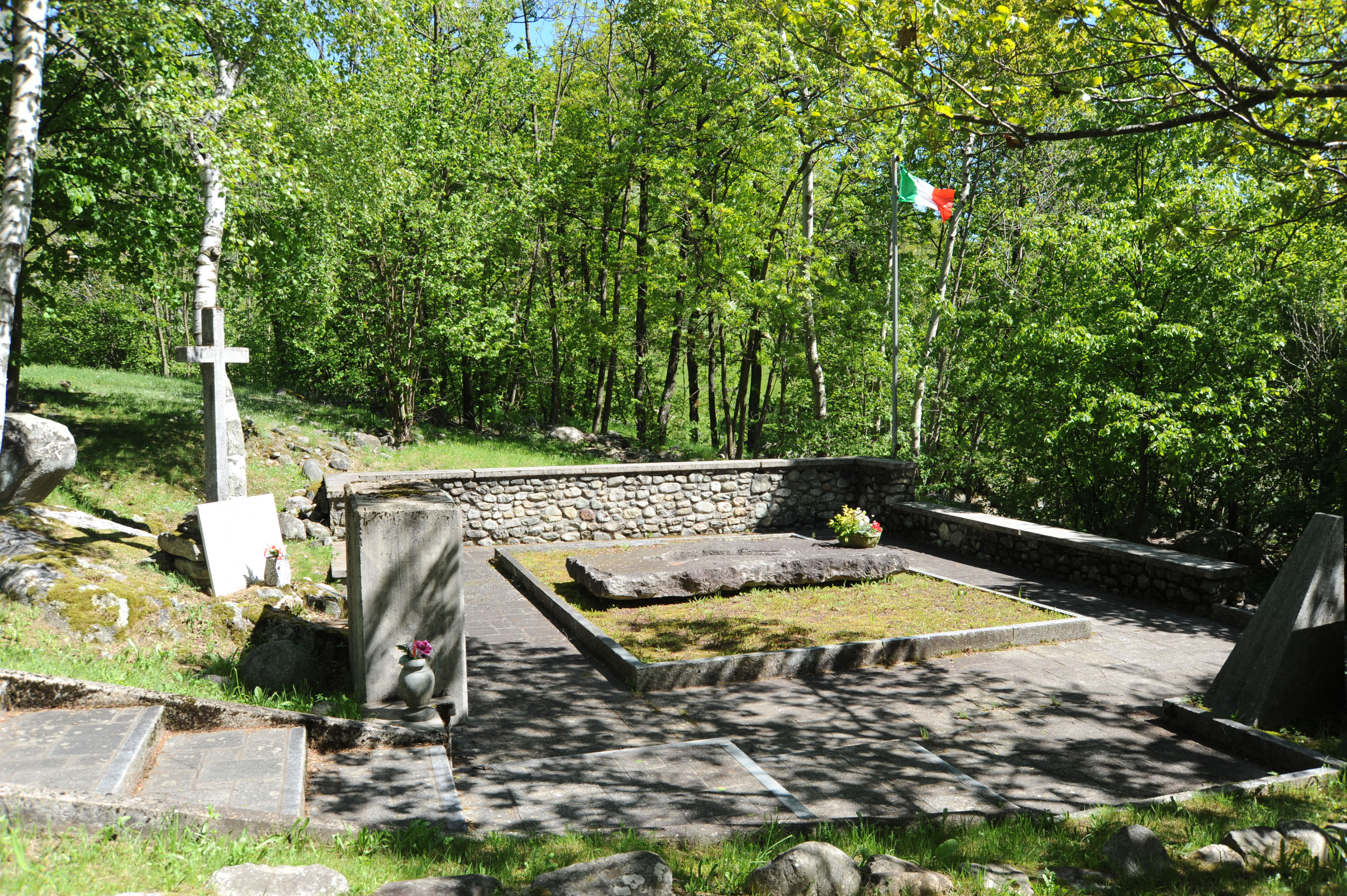
Gedenkstätte in Forno di Coazze

Das erste Dokument, das die Existenz von Coazze bezeugt, stammt aus dem Jahr 1035. Es war aber schon in der Römerzeit besiedelt. Mitte des 18. Jahrhunderts entwickelten sich die Spinnerei und Weberei in der Gemeinde. Ende des 19. Jahrhunderts kam eine Papierfabrik dazu, die bis nach dem Zweiten Weltkrieg in Betrieb war.
Während des Zweiten Weltkriegs war Coazze Schauplatz eines nationalsozialistischen Massakers. Am 16. Mai 1944 wurden in Forno di Coazze, das zur Gemeinde Coazze gehört, 23 Partisanen erschossen, die in den Tagen zuvor bei Razzien im gesamten Sangone-Tal gefangen genommen worden waren. Die Partisanen wurden direkt vor einem Grab getötet, das sie höchstwahrscheinlich selbst gegraben hatten; Nach den Schießereien ließ man sie verbluten und niemand durfte sich ihnen nähern. Am selben Tag wurden erneut in Forno di Coazze vier weitere Partisanen getötet.
Kurz nach dem Krieg wurde das Beinhaus Forno di Coazze errichtet, in dem die Überreste von 98 Opfer der Nazi-Faschisten ruhen.

## Ziegenkäse

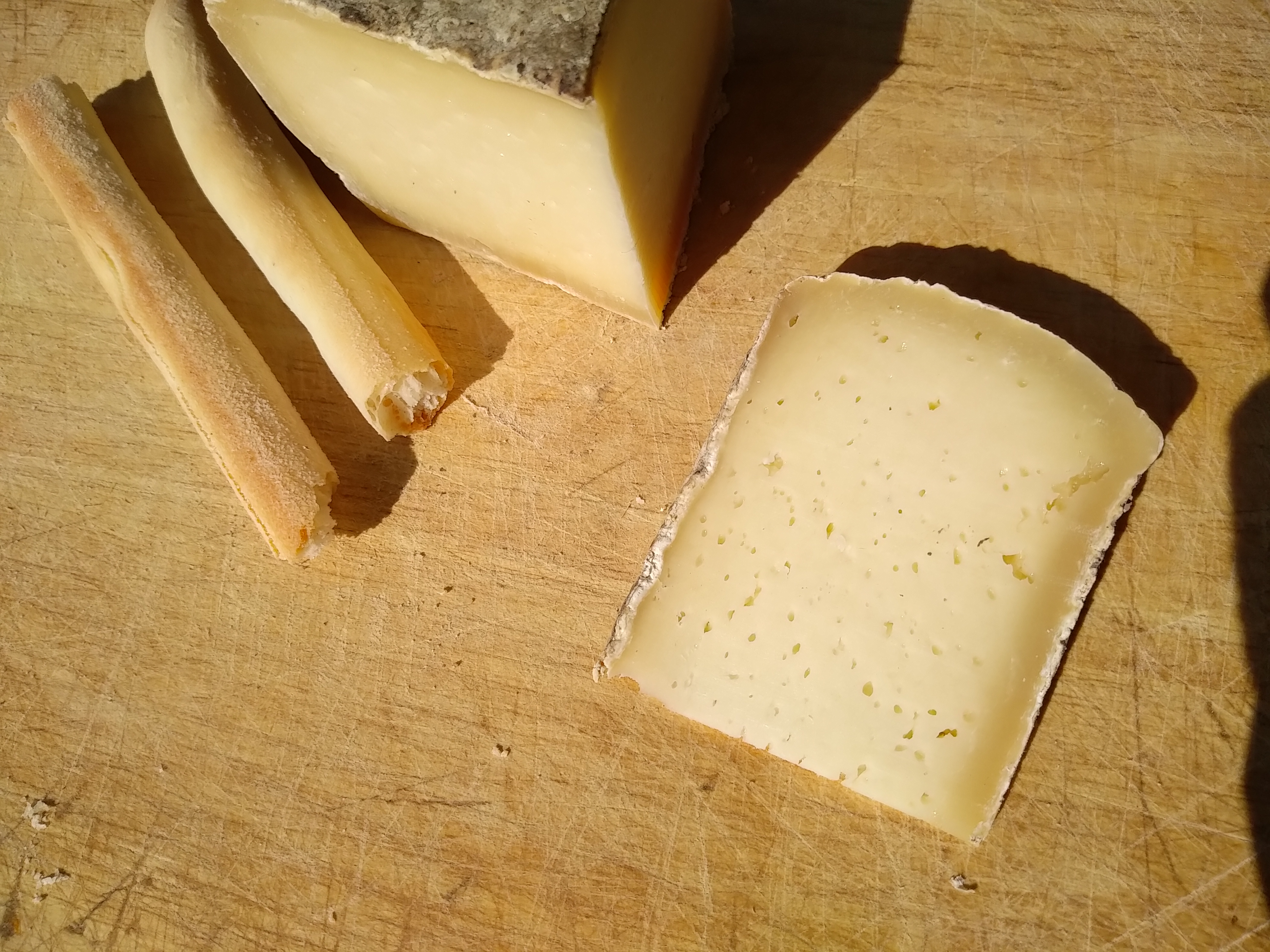
Cevrin di Coazza

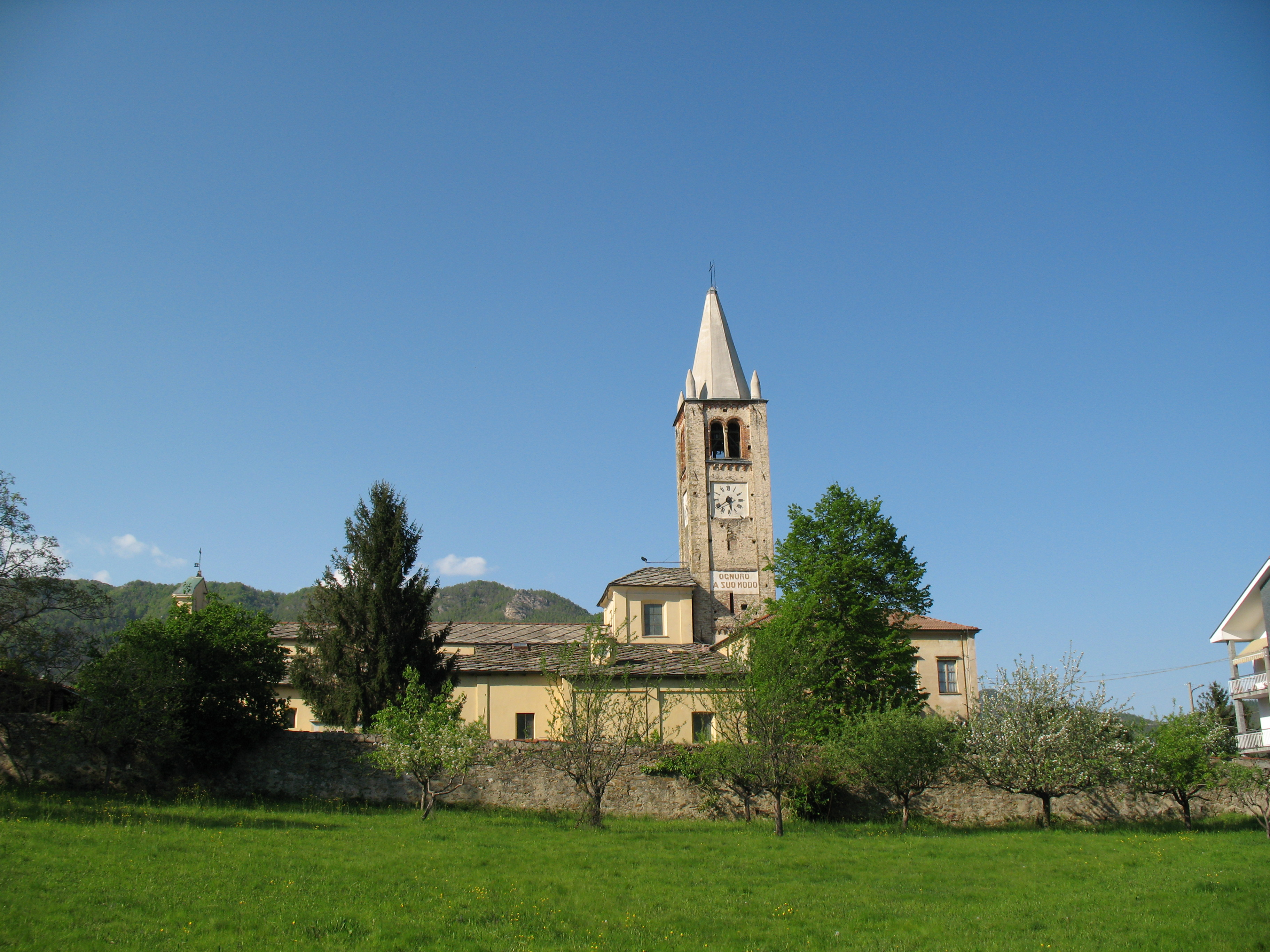
Kirche Santa Maria del Pino

Der Ort ist bekannt auch für seinen Ziegenkäse (Cevrin di Coazze), der auf den umliegenden Bergtälern produziert wird. Der Käse wird mit Kuhmilch gemischt und man lässt ihn langsam gerinnen. Die bernsteinfarbige Rinde ist feucht und faltig. Der 10 cm hohe Käse hat ein Gewicht zwischen 800 und 1500 Gramm. Nach dreimonatiger intensiver Pflege ist der würzige Käse fertig gereift. Im Herbst findet alljährlich das Festa Rurale del Cevrin di Coazze statt.

## Gemeindepartnerschaft
- Decazeville, Frankreich